# Pallavolo ai XIV Giochi dei piccoli stati d'Europa - Torneo femminile
Il XII torneo femminile di pallavolo ai Giochi dei piccoli stati d'Europa si è svolto dal 31 maggio al 4 giugno 2011 a Vaduz, in Liechtenstein, durante i XIV Giochi dei piccoli stati d'Europa. Al torneo hanno partecipato 5 squadre nazionali europee di stati con meno di un milione di abitanti e la vittoria finale è andata per la quarta volta a San Marino.

## Squadre partecipanti
- Cipro
- Islanda
- Liechtenstein
- Lussemburgo
- San Marino

## Classifica finale
| Classifica | Squadre       |
| ---------- | ------------- |
|            | San Marino    |
|            | Cipro         |
|            | Lussemburgo   |
| 4          | Liechtenstein |
| 5          | Islanda       |